# Pyenganella striata
Pyenganella striata is een hooiwagen uit de familie Triaenonychidae.